# Zygoballus maculatus
Zygoballus maculatus is een spinnensoort in de taxonomische indeling van de springspinnen (Salticidae).
Het dier behoort tot het geslacht Zygoballus. De wetenschappelijke naam van de soort werd voor het eerst geldig gepubliceerd in 1901 door Frederick Octavius Pickard-Cambridge.